# Bufo-do-cabo
Bufo-do-cabo (Bubo capensis) é uma espécie de ave estrigiforme pertencente à família Strigidae.